# Оксивська культура

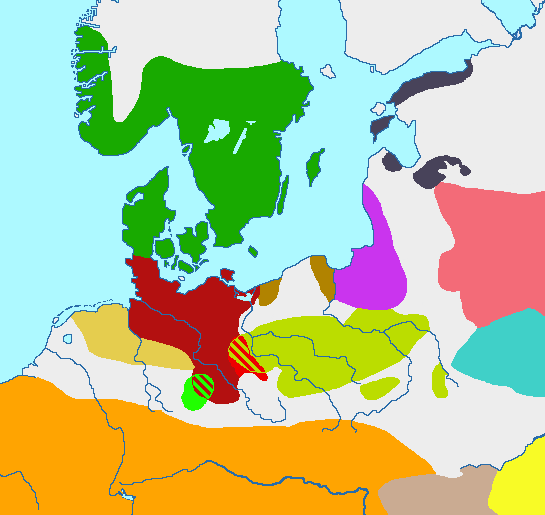
Європейські археологічні культури залізної доби. Оксивська позначена коричневим.

Окси́вська культу́ра (пол. Oksywie, нім. Oxhöft) — археологічна культура залізної доби, існувала в Східній Померанії і на нижній Віслі у 200 р. до н. е. і приблизно до 25 року н. е..
Назву отримала від містечка Оксивє, яке зараз є частиною міста Гдиня (Польща). Тут були знайдені перші знахідки культури.

## Етнічна і культурна характеристика
Оксивська культура є спорідненою з сусідньою пшеворською культурою.
Зникла з прибуттям із середньої Швеції готських народів: остготів, візіготів і гепідів. Готська вельбарська культура, що постала після оксивської культури на початковому етапі зайняла її територію.
Етнічно культуру можна віднести до ранніх германців (ругії і вандали) і ляхів (давніх поляків) і можливо, залишків балтів. У пшеворській культурі переважав ляхівський (давньопольський елемент) з додатком східних (шведських) германців і кельтів.

## Історичні відомості
Згідно з Йорданом, зникнення культури пов'язане з приходом готів на чолі з королем Берігом у округу гирла Вісли, які змусили піти ругіан і вандалів з їхніх поселень.
Оксивская культура хронологічні і територіально збігається (по Тациту) з готтонським «коліном» германців (найдавніші бургунди, вандали, готи), де дослідники вказують поряд з готами на ругів власне як на носіїв оксивської культури.